# Пенькозавод (Новосильский район)
Пенькозаво́д — посёлок в Новосильском районе Орловской области России. Входит в состав Зареченского сельского поселения.

## География
Посёлок находится в северо-восточной части Орловской области, в лесостепной зоне, в пределах центральной части Среднерусской возвышенности, на левом берегу реки Зуша, на расстоянии примерно 1 км (по прямой) к юго-востоку от города Новосиль, административного центра района.

### Климат
Климат умеренно континентальный, с умеренно холодной продолжительной зимой и тёплым летом. Среднегодовая температура воздуха — 4,6 °C. Средняя температура воздуха самого холодного месяца (января) — −9 °C (абсолютный минимум — −44 °C); самого тёплого месяца (июля) — 18 °C (абсолютный максимум — 39 °С). Продолжительность периода с положительной температурой выше 10 °C колеблется от 130 до 140 дней. Среднегодовое количество атмосферных осадков составляет 565 мм, из которых большая часть выпадает в тёплый период. Снежный покров держится в течение 118—133 дней.

### Часовой пояс
Посёлок Пенькозавод, как и вся Орловская область, находится в часовой зоне МСК (московское время). Смещение применяемого времени относительно UTC составляет +3:00.

## Население
| 2010 |
| ---- |
| 55   |

### Половой состав
По данным Всероссийской переписи населения 2010 года, в гендерной структуре населения мужчины составляли 43,6 %, женщины — соответственно 56,4 %.

### Национальный состав
Согласно результатам переписи 2002 года, в национальной структуре населения русские составляли 93 % из 81 чел.